# Szymon Zabiełło (1750–1824)
Szymon Zabiełło herbu Topór (ur. 14 lutego 1750 w Czerwonym Dworze, zm. 30 sierpnia 1824) – kasztelan miński, generał lejtnant armii Wielkiego Księstwa Litewskiego, członek Sztabu Generalnego Wojska Wielkiego Księstwa Litewskiego w 1792 roku, członek patriotycznej opozycji, poseł na sejm grodzieński, członek konfederacji grodzieńskiej 1793 roku, członek Rady Nieustającej, przystąpił do insurekcji kościuszkowskiej na Litwie.
Syn Antoniego i Zofii z Niemirowiczów-Szczyttów, córki kasztelana mścisławskiego Józefa. Brat Michała i targowiczanina Józefa. Magnat litewski z okolic Kowna.
Ukończył Akademię Wojskową w Lunéville i służył w armii francuskiej. W 1780 został kawalerem Orderu Świętego Stanisława. W 1787 roku razem z bratem Michałem przeszedł do Wojsk Polskich i od razu (24 czerwca 1788) został brygadierem 1 Brygady Kawalerii Narodowej Wielkiego Księstwa Litewskiego i generałem majorem komenderującym 2 Dywizji Litewskiej. Był członkiem konfederacji Sejmu Czteroletniego w 1788 roku. W 1789 roku został odznaczony Orderem Orła Białego.  30 sierpnia 1790 awansował do stopnia generała lejtnanta. W 1792 walczył z interwencją rosyjską. Stoczył zaciętą, ale przegraną bitwę pod Brześciem. Mimo dzielności osobistej okazał się ignorantem w sztuce dowodzenia na polu walki w warunkach narzuconych przez silniejszego i profesjonalnie dowodzonego nieprzyjaciela. Po kapitulacji króla próbował organizować partyzantkę na tyłach wroga, ale zrezygnował wobec jego przewagi.
Poseł wołkowyski na rozbiorowy sejm grodzieński. Należał do patriotycznej opozycji. Później utrzymywał kontakty ze sprzymierzeniem insurekcyjnym w Wilnie, ale był też członkiem wskrzeszonej przez targowiczan Rady Nieustającej. Po wybuchu insurekcji w Wilnie do niej przystąpił i czasowo pełnił funkcję adiutanta generała Jakuba Jasińskiego.
Po upadku powstania na Litwie wycofał się z życia publicznego.